# Harmothoe cilielytris
Harmothoe cilielytris är en ringmaskart som beskrevs av Uschakov 1962. Harmothoe cilielytris ingår i släktet Harmothoe och familjen Polynoidae. Inga underarter finns listade i Catalogue of Life.